# Radiostacja R-35010
Radiostacja R-35010 – ultrokrótkofalowa radiostacja nadawczo-odbiorcza stosowana w Siłach Zbrojnych Rzeczypospolitej Polskiej.Przewidziana jest do zapewnienia łączności na szczeblu drużyna–pluton.
Radiostacja produkcji polskiej . Służy jako wyposażenie żołnierzy jednostek wykonujących specjalne zadania.
| Dane taktyczno–techniczne   | Dane taktyczno–techniczne           |
| --------------------------- | ----------------------------------- |
| Rodzaj                      | ręczna (miniradiostacja)            |
| Zakres częstotliwości pracy | 2405–2480 MHz                       |
| Zasięg                      | 0,5 km                              |
| Emisje pracy i przepływność | telefonia; transmisja do 250 kbit/s |
| Moc toru nadawczego         | 0,1 W                               |
| Napięcie zasilania          | Akumulator 2 do 3,6 V               |
| Wymiary                     | 133 × 68 × 25                       |
| Ciężar                      | 0,2 kg                              |